# 1976 no jornalismo
Nesta página encontrará referências aos acontecimentos directamente relacionados com o jornalismo ocorridos durante o ano de 1976.

## Eventos
- 10 de fevereiro — Fundação do jornal semanal português "O Diabo".
- Fundação do jornal "la Repubblica" (Itália).
- Início da publicação em Lisboa, do jornal "O Diário" (Portugal). Foi editado até 1990.[1]

## Nascimentos
| Data           | Nome                  | Profissão                                                           | Nacionalidade | Observações | Ref |
| -------------- | --------------------- | ------------------------------------------------------------------- | ------------- | ----------- | --- |
| 3 de abril     | Cristina Lyra         | jornalista                                                          | Brasil        |             |     |
| 1 de junho     | João Pereira Coutinho | jornalista, escritor, historiador e comentador e cientista político | Portugal      |             |     |
| 25 de junho    | Rabia Kazan           | jornalista                                                          | Turquia       |             |     |
| 4 de julho     | Rodrigo Constantino   | escritor, economista e jornalista                                   | Brasil        |             |     |
| 30 de setembro | Evaristo Costa        | jornalista                                                          | Brasil        |             |     |
| 20 de outubro  | Ivan Moré             | repórter e jornalista                                               | Brasil        |             |     |
| 26 de novembro | Rita Lisauskas        | jornalista                                                          | Brasil        |             |     |
| 8 de dezembro  | Tatiana Flores        | apresentadora de telejornal e jornalista                            | Brasil        |             |     |
| ??             | Douglas Tavolaro      | jornalista                                                          | Brasil        |             |     |

## Mortes
| Data       | Nome               | Profissão                                                                    | Nacionalidade | Observações | Ref |
| ---------- | ------------------ | ---------------------------------------------------------------------------- | ------------- | ----------- | --- |
| 7 de junho | Thalma de Oliveira | jornalista, radialista, dramaturgo, autor de telenovelas, poeta e roteirista | Brasil        | n. 1917     |     |
| 5 de julho | Walter Spalding    | historiador, jornalista e escritor                                           | Brasil        | n. 1901     |     |